# Megastigmus suspectus
Megastigmus suspectus är en stekelart som beskrevs av Borries 1895. Megastigmus suspectus ingår i släktet Megastigmus och familjen gallglanssteklar. Arten är reproducerande i Sverige. Inga underarter finns listade i Catalogue of Life.